# Jackie Joyner-Kersee
Jacqueline "Jackie" Joyner-Kersee, también conocida como Jackie Joyner (East St. Louis, Illinois; 3 de marzo de 1962), es una exatleta estadounidense especialista en pruebas combinadas y salto de longitud. Ganadora de seis medallas olímpicas, tres de ellas de oro entre 1984 y 1996. Posee el récord del mundo de heptatlón con 7291 puntos desde 1988, y poseyó el de salto de longitud durante un año con una marca de 7,45 m (su mejor marca en salto fue de 7,49 m).
Mide 1,78 m y pesaba 70 kg en condiciones óptimas de competición.

## Primeros años
Jacqueline Joyner nació el 3 de marzo de 1962 en East St. Louis (Illinois), y recibió su nombre en honor a Jacqueline Kennedy, la primera dama de los Estados Unidos.Como atleta de secundaria en East St. Louis Lincoln Senior High School, se clasificó para la final de salto de longitud en las pruebas olímpicas de 1980 y quedó octava, por detrás de otra estudiante de secundaria, Carol Lewis. Se inspiró para competir en pruebas multidisciplinares de atletismo después de ver una película sobre Babe Didrikson Zaharias.[cita requerida] Didrikson, estrella del atletismo, jugadora de baloncesto y golfista profesional, fue elegida la Mejor Atleta Femenina de la Primera Mitad del Siglo XX. Quince años después, la revista Sports Illustrated for Women eligió a Joyner-Kersee la mejor atleta femenina de todos los tiempos, justo por delante de Zaharias.

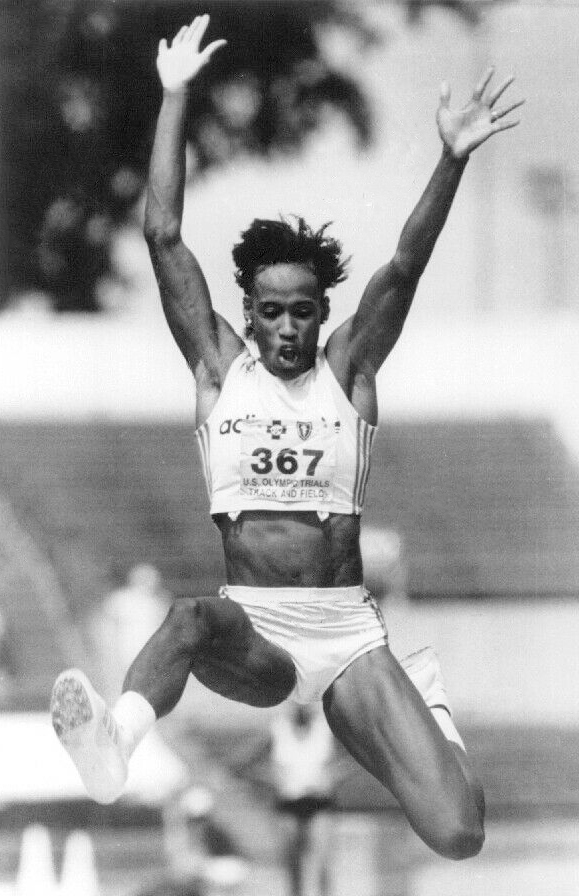
Jackie Joyner-Kersee durante las pruebas de calificación de EE. UU. para los Juegos Olímpicos de 1988 en salto de longitud.

Jackie se crio en una familia muy humilde y tuvo una infancia dura, pues vivía en un barrio conflictivo. A los 11 años vio como mataban a un hombre al lado de su casa. Años después su propio abuelo acabó con la vida de su abuela disparándole cuando estaba borracho. 

### Universidad de California, Los Ángeles (UCLA)
Jackie Joyner estudió en la Universidad de California, Los Ángeles (UCLA), donde jugó al atletismo y al baloncesto femenino de 1980 a 1985 y se licenció en Historia en 1986. Fue titular en su posición de alero durante sus tres primeras temporadas (1980-81, 81-82 y 82-83), así como en su último año (quinto), 1984-1985. Durante el curso académico 1983-1984 se retiró para concentrarse en el heptatlón de cara a los Juegos Olímpicos de Verano de 1984.
Ganó el Premio Broderick, (ahora el Honda Sports Award) como mejor competidora femenina universitaria de atletismo del país en 1983 y en 1985, y fue galardonada con la Copa Honda-Broderick, otorgada a la mejor atleta universitaria femenina del país en 1985.
Su suerte mejoró cuando consiguió una beca para ir a la Universidad de UCLA, en California, y allí hacía atletismo y también jugaba al baloncesto. 
Con solo 18 años ya participó en las pruebas del clasificación para los Juegos Olímpicos de Moscú 1980, donde finalizó octava. En 1982 ganó su primer Campeonato de Estados Unidos.
Se dio a conocer en 1984 cuando en los Juegos Olímpicos de Los Ángeles consiguió la medalla de plata en la competición de heptatlón con 6.385 puntos, solo superada por la australiana Glynis Nunn. Además fue quinta clasificada en salto de longitud. 
Se da la circunstancia de que en esos juegos su hermano Al Joyner ganó la medalla de oro en triple salto. Posteriormente en 1987, Al Joyner se casó con la famosa atleta Florence Griffith, por lo que Jackie y Florence pasaron a ser cuñadas. Por su parte Jackie Joyner se casó en 1986 con Bob Kersee, su entrenador desde la época universitaria en UCLA, y que también entrenaba a Griffith. Formaron el clan familiar más famoso del atletismo.
Fue en julio de 1986, durante la primera edición de los Goodwill Games celebrada en Moscú, cuando se convirtió en la primera mujer en la historia que superaba la barrera de los 7000 puntos en el heptatlón. Con 7.148 puntos batió el primero de sus cuatro récords mundiales en esta prueba. 
Menos de un mes más tarde volvía a superar esta marca en Houston (Texas), con 7.161 puntos.
En 1987 consiguió sus primeras medallas de oro en una gran competición, los Campeonatos del Mundo de Roma, donde venció tanto en heptatlón (7.128 puntos) como en salto de longitud (7,36 m). Además el 13 de agosto de este año consiguió saltar en los Juegos Panamericanos de Indianápolis 7,45 m, estableciendo un nuevo récord mundial y superando el que tenía la alemana Heike Drechsler.
En 1988, durante las pruebas de clasificación para los Juegos Olímpicos de Seúl celebradas en Indianápolis, Jackie batió de nuevo el récord mundial de heptatlón con 7.215 puntos.
El acontecimiento más importante de su carrera deportiva serían los Juegos Olímpicos de Seúl 1988. Allí hizo el mejor heptatlón de su vida, con 7.291 puntos, que sigue siendo actualmente el récord mundial de esta prueba. Muchos expertos consideran que esta marca es casi imbatible.
En Seúl también consiguió la medalla de oro en salto de longitud con 7,40 m, batiendo a la alemana Heike Drechsler y a la rusa Galina Chistyakova, que poco antes de los juegos había pasado a ser la nueva plusmarquista mundial con 7,52 m.
Estos Juegos convirtieron a Jackie Joyner y a su cuñada Florence Griffith en los nuevos ídolos del atletismo estadounidense. En este sentido, las sospechas de dopaje que pesaban sobre Florence también salpicaron seriamente a Jackie Joyner. 
Jackie se tomó libre el año postolímpico de 1989, y reapareció en 1990. En la segunda edición de los Goodwill Games disputada en Seattle, ganó en el heptatlón con 6.783 puntos
En los Campeonatos del Mundo de Tokio 1991 ganó la medalla de oro en salto de longitud con 7,32 m, revalidando su título de cuatro años antes en Roma. Sin embargo, durante la prueba de heptatlón sufrió una lesión cuando disputaba los 200 m que la obligó a abandonar la prueba.
Pese a todo, en los Juegos Olímpicos de Barcelona 1992 era la gran favorita en el heptatlón y consiguió la victoria pasando de los 7000 puntos por primera vez desde 1988 (7.044 puntos). En salto de longitud la rivalidad era mayor y finalmente se hubo de conformar con la medalla de bronce con 7,07 m, superada por la alemana Heike Drechsler y por la ucraniana Inessa Kravets.
En los Campeonatos del Mundo de Stuttgart 1993 consiguió la que sería su última medalla de oro en un gran campeonato, ganando el heptatlón con 6.837 puntos. Sería también el último año en el que dominara el ranking mundial de esta prueba, lo cual había hecho durante ocho temporadas, desde 1985 con la única excepción de su año sabático en 1989).
En 1994, con 32 años y cuando muchos la daban por casi acabada sorprendió saltando 7,49 m en Nueva York, la mejor marca de su vida en salto de longitud y la segunda mejor de toda la historia. Dos meses después consiguió igualar esta marca en Sestriere (Italia), aunque esta vez ayudada por la altitud.
Sin embargo, al año siguiente en los Mundiales de Gotemburgo 1995 no pudo pasar de la sexta plaza con una pobre marca de 6,74 m.
Su despedida de las grandes competiciones fueron los Juegos Olímpicos de Atlanta 1996, a los que llegó con problemas físicos pero con el firme objetivo de ganar su última medalla olímpica. 
Participó en el heptatlón, pero en la primera prueba, los 100 m vallas, a mitad de carrera se resintió de un fuerte dolor en la corva y a punto estuvo de caerse. Gravemente lesionada tuvo que retirarse de la competición.
A continuación sus preparadores hicieron todo lo posible por recuperarla para que pudiera competir en el salto de longitud, unos días después. Gracias a su inquebrantable voluntad pudo hacerlo, y realizó los seis saltos de la final, en la competición más difícil de su vida. Finalmente consiguió un salto de 7,00 m que le dieron la medalla de bronce y su sexta medalla olímpica. Se convertía así en la deportista americana que había ganado más medallas olímpicas.
A partir de los Juegos de Atlanta siguió compitiendo ocasionalmente. En sus últimos mundiales, los de Atenas 1997, finalizó quinta en salto de longitud con 6,79 m.
Su último año a nivel competitivo fue 1998, cuando hizo 6.502 puntos en un heptatlón en Uniondale (Nueva York), la segunda mejor marca mundial de ese año.
A lo largo de su carrera también participó ocasionalmente en pruebas individuales de 100 m vallas, una de sus mejores pruebas en el heptatlón junto al salto de longitud, aunque nunca ha conseguido ser finalista en una gran competición. Por ejemplo, en los Juegos de Barcelona '92 fue 17.ª en esta prueba.
Joyner-Kersee siempre ha sostenido que compitió durante toda su carrera sin drogas para mejorar el rendimiento.
Actualmente vive en San Luis (Misuri).

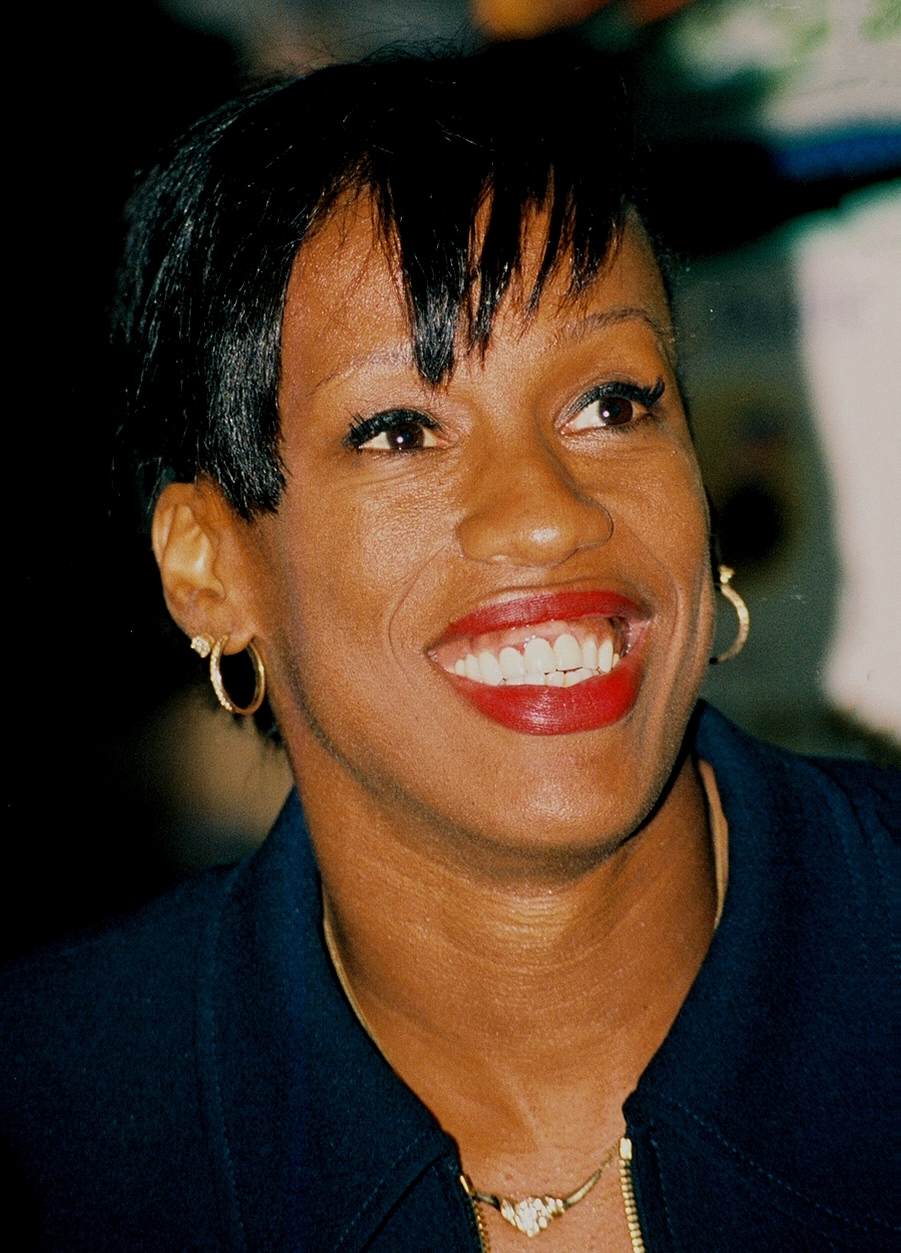
Jackie Joyner-Kersee en 1996.

### Estadísticas en UCLA
Source
| Año               | Equipo | GP  | Puntos | FG%   | FT%   | RPG | APG | SPG | BPG | PPG  |
| ----------------- | ------ | --- | ------ | ----- | ----- | --- | --- | --- | --- | ---- |
| 1984–85           | UCLA   | 29  | 368    | 46.5% | 45.9% | 9.1 | 1.4 | 2.1 | 0.1 | 12.7 |
| 1982–83           | UCLA   | 28  | 246    | 41.4% | 65.7% | 5.6 | 1.8 | 1.0 | 0.2 | 8.8  |
| 1981–82           | UCLA   | 30  | 239    | 38.1% | 67.7% | 5.8 | 2.3 | 1.3 | 0.1 | 8.0  |
| 1980–81           | UCLA   | 34  | 314    | 50.6% | 63.3% | 4.6 | 2.3 | 1.2 | 0.0 | 9.2  |
| Career Basketball | UCLA   | 121 | 1167   | 44.4% | 58.5% | 6.2 | 2.0 | 1.4 | 0.1 | 9.6  |

## Competición

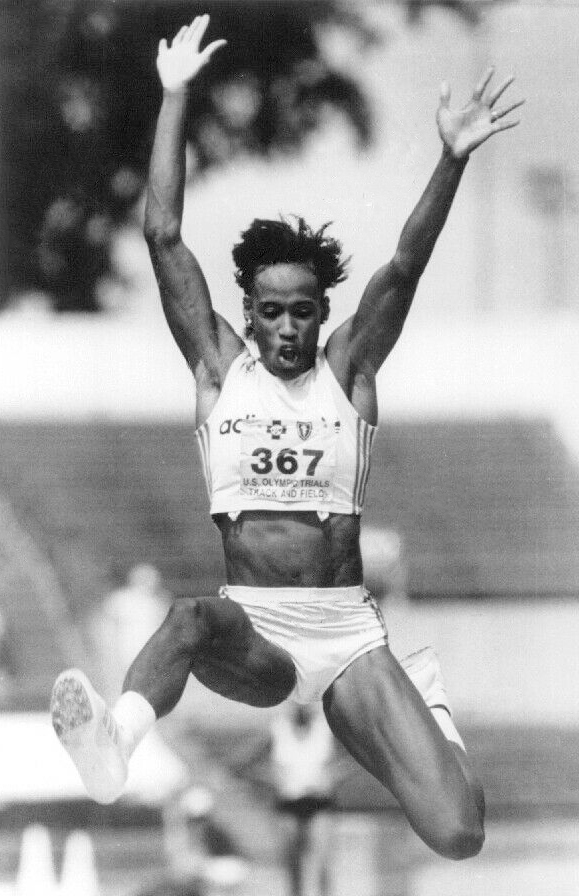
Joyner-Kersee en las Pruebas Olímpicas de 1988

### Juegos Olímpicos de Verano de 1984
Joyner compitió en los Juegos Olímpicos de Verano de 1984 en Los Ángeles y ganó la medalla de plata en el heptatlón. Era la favorita de cara a la prueba, pero terminó cinco puntos por detrás de australiana Glynis Nunn. También quedó quinta en salto de longitud.

### Juegos de Buena Voluntad de 1986
Joyner fue la primera mujer en conseguir más de 7.000 puntos en una prueba de heptatlón (durante los Goodwill Games de 1986). En 1986, recibió el Premio James E. Sullivan como mejor atleta amateur de Estados Unidos.

### Juegos Olímpicos de Verano de 1988
Ahora conocida como Jackie Joyner-Kersee tras casarse con su entrenador Bob Kersee, participó en los Juegos Olímpicos de Verano de 1988 en Seúl, Corea y obtuvo medallas de oro tanto en heptatlón como en salto de longitud. En los Juegos, estableció el récord mundial de heptatlón, aún vigente, con 7291 puntos. Las medallistas de plata y bronce fueron Sabine John y Anke Vater-Behmer, ambas en representación de Alemania Oriental. Cinco días después, Joyner-Kersee ganó su segunda medalla de oro, saltando un récord olímpico de 7,4 m (24' 3,30") en salto de longitud. Fue la primera mujer estadounidense en ganar una medalla de oro en salto de longitud, así como la primera mujer estadounidense en ganar una medalla de oro en heptatlón.
En los Juegos se enfrentó a acusaciones infundadas de consumo de drogas por parte del medallista de oro olímpico de los 800 metros masculinos en 1984 y medallista de plata olímpico en 1988, Joaquim Cruz. Esto continuó la temporada siguiente, en 1989, cuando Darrell Robinson acusó a su marido y entrenador, Bobby Kersee, de distribuir drogas para mejorar el rendimiento. Años más tarde, el informante sobre dopaje Victor Conte afirmó que en 1988 presenció personalmente cómo un funcionario olímpico de los Juegos de Seúl notificaba a Bobby Kersee que Joyner-Kersee había dado positivo por consumo de PED. 

### 1991 Campeonatos del Mundo
Joyner-Kersee era la favorita de todos para revalidar sus dos títulos mundiales conseguidos cuatro años antes en Roma. Sin embargo, su reto se vio dramáticamente truncado cuando, tras haber ganado fácilmente el salto de longitud con un salto 7,32 m (24'1/5") que nadie podría superar, resbaló en la tabla de despegue y cayó de cabeza al foso, evitando lesiones graves. Sin embargo, sufrió una distensión en los isquiotibiales que le obligó a abandonar el heptatlón durante los 200 m al final de la primera jornada.

### Juegos Olímpicos de Verano de 1992
En los Juegos Olímpicos de Verano de 1992 celebrados en Barcelona, España, Joyner-Kersee ganó su segunda medalla de oro olímpica en el heptatlón.  También ganó la medalla de bronce en salto de longitud, que ganó su amiga Heike Drechsler de Alemania.

### Juegos Olímpicos de Verano de 1996
En las pruebas olímpicas, Joyner-Kersee sufrió una lesión en el isquiotibial derecho. Cuando comenzaron los Juegos Olímpicos de Verano de 1996 en Atlanta, Joyner-Kersee no estaba totalmente recuperada para cuando comenzó el heptatlón. Después de correr la primera prueba, los 100 m vallas, el dolor era insoportable y se retiró. Pudo recuperarse lo suficiente para competir en salto de longitud y clasificarse para la final, pero quedó sexta en la final a falta de un salto. Su salto final de 7 m (22' 113/5") fue lo suficientemente largo como para que ganara la medalla de bronce. Los Juegos Olímpicos de Atlanta fueron los últimos Juegos Olímpicos de la larga carrera competitiva de Joyner-Kersee.

### Carrera profesional en el baloncesto
En 1996, Joyner-Kersee fichó como jugadora profesional de baloncesto para los Richmond Rage de la incipiente Liga Americana de Baloncesto. Aunque era muy popular entre los aficionados, tuvo menos éxito en la cancha. Sólo participó en 17 partidos y no anotó más de 15 puntos en ninguno de ellos.

### Juegos de Buena Voluntad de 1998
De vuelta al atletismo, Joyner-Kersee ganó el heptatlón en los Juegos de Buena Voluntad de 1998, con 6502 puntos.

### Pruebas olímpicas de 2000
Dos años después de retirarse, Joyner-Kersee intentó clasificarse para la prueba de salto de longitud en los Juegos Olímpicos de 2000 en Sídney, Australia. Quedó sexta con 21-10 ¾.

## Mejores marcas
- 100 m vallas - 12,61 s (1988)

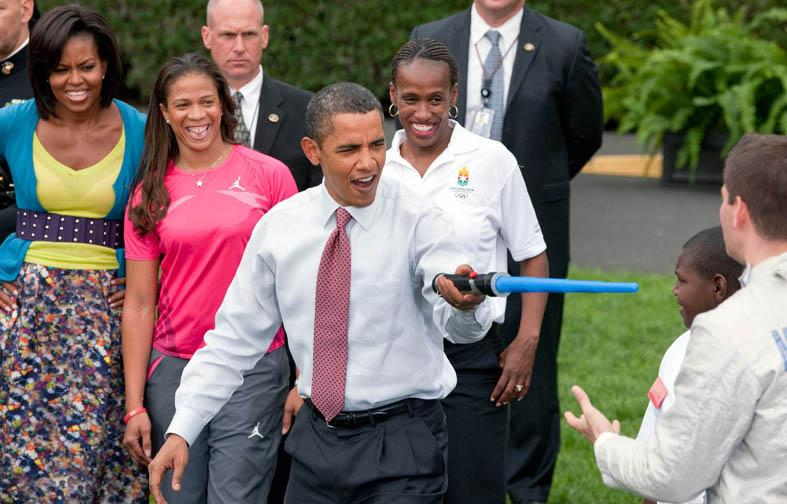
Jackie Joyner-Kersee (a la derecha, de blanco) junto con Michelle Obama, April Holmes (de rosa) observan cómo el entonces presidente de los EE. UU. Barack Obama participa en una demostración con Tim Morehouse en el jardín sur de la Casa Blanca, el 16 de septiembre de 2009

- Salto de longitud - 7,49 m (1994)
- Lanzamiento de peso - 16,84 m (1988)
- 200 m - 22,30 s (1988)
- Salto de altura - 1,93 m (1988)
- Lanzamiento de jabalina - 50,12 m (1986)
- 800 m - 2:08,51 (1988)
- Heptatlón - 7.291 puntos (1988)

Marcas en su récord mundial de heptatlón
(Seúl, 23 y 24 de septiembre de 1988)
- 100 m vallas - 12,69 s
- Salto de altura - 1,86 m
- Lanzamiento de peso - 15,80 m
- 200 m - 22,56 s
- Salto de longitud - 7,27 m
- Lanzamiento de jabalina - 45,66 m
- 800 m - 2:08,51
- Puntuación final - 7.291 puntos

## Carrera profesional de baloncesto
En 1996, Joyner-Kersee firmó para jugar baloncesto profesional para las Richmond Rage, (basadas en Richmond capital del Estado de Virginia)  una de las 8 primeras franquicias de la incipiente Liga Americana de Baloncesto (que estuvo activa entre 1996 y 1998) . Aunque era muy popular entre los aficionados, tuvo menos éxito en la cancha. Apareció sólo en 17 partidos y no anotó más de 15 puntos en ningún juego.

## Familia
Hermana de Al Joyner y cuñada de Florence Griffith es la segunda familia con más medallas olímpicas con un total de 12 (7 de oro, 3 de plata y 2 de bronce).